# トゥエンティ・ワン・パイロッツ (アルバム)
Twenty One Pilots は、2009年12月29日に自費出版でアメリカのバンドトゥエンティ・ワン・パイロッツによって作成された、セルフタイトルのデビューアルバム。